# Cliffortia filicauloides
Cliffortia filicauloides es una especie de planta del género Cliffortia, perteneciente a la familia Rosaceae.

## Taxonomía
Cliffortia filicauloides fue descrita por August Henning Weimarck en 1933.

## Distribución
Se encuentra en el territorio de Estado Libre, KwaZulu-Natal y Lesoto.